# WSSUS-Modell
Das WSSUS-Modell (wide-sense stationary uncorrelated scattering) liefert eine statistische Beschreibung des Übertragungsverhaltens von Mobilfunkkanälen für die Übertragung von Bandpasssignalen im äquivalenten Basisband. Im Beobachtungszeitraum ist die Stationarität im weitesten Sinne und gleichzeitig die Unkorreliertheit der Streukomponenten gewährleistet. 
Das WSSUS-Modell gehört sowohl zur Klasse der WSS-Modelle, als auch zur Klasse der US-Modelle.
Kriterium für die Stationarität im weitesten Sinne (ermittelt aus empirischen Untersuchungen): Die Mobilstation legt eine Distanz zurück, die maximal einigen Zehnfachen der Wellenlänge der Trägerfrequenz entspricht.

## Charakterisierung von WSSUS-Modellen

### Verzögerungs-KreuzleistungsdichtespektrumShh(τ1′,τ){\displaystyle S_{hh}(\tau _{1}^{\prime },\tau )}
Charakter von nichtstationärem weißem Rauschen bezüglich der Verzögerung {\displaystyle \tau ^{\prime }}.
Stationarität im weitesten Sinne bezüglich der Zeit {\displaystyle t} (Abhängigkeit nur von der Zeitdifferenz {\displaystyle \tau }).

### Doppler-KreuzleistungsdichtespektrumSTT(ν′,f1){\displaystyle S_{TT}(\nu ^{\prime },f_{1})}
Charakter von nichtstationärem weißen Rauschen bezüglich der Dopplerfrequenz {\displaystyle f}.
Stationarität im weitesten Sinne bezüglich der Frequenz {\displaystyle f^{\prime }}.

### StreufunktionSTT(τ1′,f1){\displaystyle S_{TT}(\tau _{1}^{\prime },f_{1})}
Charakter von nichtstationärem weißen Rauschen bezüglich der Dopplerfrequenz {\displaystyle f}.
Charakter von nichtstationärem weißen Rauschen bezüglich der Verzögerungszeit {\displaystyle \tau ^{\prime }}.

### Zeit-FrequenzkorrelationsfunktionrHH(ν′,τ){\displaystyle r_{HH}(\nu ^{\prime }{,}\tau )}
Stationarität im weitesten Sinne bezüglich der Frequenz {\displaystyle f^{\prime }}.
Stationarität im weitesten Sinne bezüglich der Zeit {\displaystyle t}.

### Zusammenhang von Spektren und Funktionen bei WSSUS-Modellen
Es reicht die Kenntnis einer der vier Größen aus, um die anderen drei berechnen zu können.